# Grigori Samuilowitsch Frid

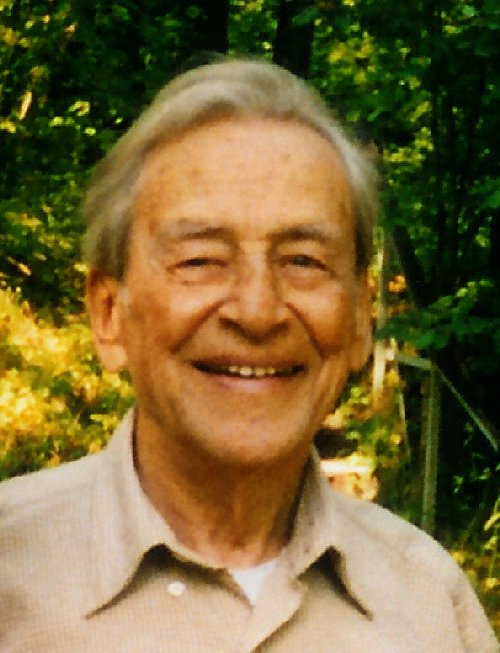
Grigori Frid (2004)

Grigori Samuilowitsch Frid (russisch Григорий Самуилович Фрид, wiss. Transliteration Grigorij Samuilovič Frid; * 9. Septemberjul. / 22. September 1915greg. in Petrograd; † 22. September 2012 in Moskau) war ein sowjetischer und russischer Komponist, Maler und Schriftsteller.

## Leben
Grigori Frid wurde 1915 als Sohn eines Literaturjournalisten und einer Pianistin geboren. Viele von Frids Familienmitgliedern fanden durch Verfolgung unter Stalins Herrschaft den Tod. 1927 wurde der Vater nach Sibirien verbannt. In Irkutsk begann Frid ein Musikstudium, welches er 1935 am Moskauer Konservatorium in der Kompositionsklasse von Genrich Litinski und Wissarion Schebalin beendete.
Frid unterrichtete am Konservatorium Musiktheorie von 1936 bis 1939. Im Großen Vaterländischen Krieg war er als Sanitäter und in Musikensembles an der Front tätig. Von 1947 bis 1961 unterrichtete er an der Musikschule des Moskauer Konservatoriums Komposition und wirkte als Komponist für den Rundfunk.
1965 wurde der Moskauer Jugend-Musik-Klub gegründet, den Frid organisierte und leitete. Im Rahmen dessen wurden auch Seminare und Konzerte angeboten, die oft inoffiziell neue Werke von Sofia Gubaidulina, Edison Denissow und Alfred Schnittke präsentierten.
Grigori Frid wurde 1986 zum Verdienten Kunstschaffenden ernannt, und 1996 war er Moskau-Preisträger.

## Werk
Maßgeblich für Frids kompositorische Auseinandersetzung mit der Musik des 20. Jahrhunderts war das Schaffen von Schostakowitsch, Strawinsky, Schönberg und Berg. Dabei stehen bei ihm serielle und tonale Verfahren nebeneinander, häufig kombiniert mit Leitmotiv- und Clustertechnik. Auffallend erscheint Frids Vorliebe für dunkle Farbgebung und elegische Stimmungsbilder. In seinen Kammeropern, mit denen er weltbekannt wurde, behandelt er mit großer Sensibilität die seelischen Nöte seiner Hauptpersonen ebenso wie moralische Fragen der Menschheit.

## Werke (Auswahl)

### Filmmusik
- Lenin in Paris, Mosfilm 1981, Regie Sergei Jutkewitsch

### Opern
- Das Tagebuch der Anne Frank, Monooper in zwei Akten für Sopran und Orchester (1969), Text: G. Frid, deutsche Übersetzung: Ulrike Patow; auch als Kammeroper in 2 reduzierten Fassungen
- Briefe des Van Gogh, Monooper in zwei Teilen für Bariton und Orchester (1975)

### Konzerte
- Konzert für Viola und Kammerorchester (1965)
- Konzert für Viola, Klavier und Streicher (1981)

### Orchester
- Sinfonie Nr. 3 (1964)
- Ouvertüre für Orchester (1967)

### Kammermusik
- Streichquartett Nr. 3 (1949)
- Streichquartett Nr. 4 (1957)
- Sechs Stücke für Streichquartett (1972)
- Sonate für Viola und Klavier Nr. 1 (1975)
- Streichquartett Nr. 5 (1977)
- Klavierquintett (1981)
- Romanze aus dem Film Lenin in Paris für Solo-Violoncello, Violoncello-Ensemble und Klavier (1981)
- Phaedra für Solo-Viola, zwei Violinen, Violoncello und Klavier (1985)

### Vokalzyklen
- Poesie für zwei Stimmen, Klarinette, Violoncello und Percussion nach Worten von Lorca 1971
- Winter, 5 Lieder für hohe Stimme und Klavier nach Worten von Luís de Camões 1985

### Klavier
- Kinderstücke op. 39 (1960)
- Inventionen (1964) (auch arr. für Orchester)
- Kinderstücke op. 41 (1965)
- Ungarisches Album (1966)
- Sonate für 2 Klaviere (1985)